# 마 (성씨)
마(馬, 麻)씨는 중국과 한국의 성씨이다.

## 말 마 馬
마(馬)씨는 2015년 대한민국 통계청 인구조사에서 38,949명으로 조사되었다. 본관은 장흥(長興), 목천(木川) 등이 있다.
《마씨대동보(馬氏大同譜)》에 따르면, 시조 마완(馬浣)은 은(殷)나라 양성인(陽城人)으로 학식과 덕행이 높은 군자(君子)이다. 은나라 양성군자(陽城君子) 마완(馬浣)⋅마장(馬莊) 부자(父子)는 주왕(紂王)의 폭정에 인한 어지러운 세상을 피하여 경서(經書)를 가지고 은거하다가 은나라가 멸망한 뒤에 마장이 기자(箕子)와 더불어 고조선에 동래(東來)하였다고 한다.
장흥 마씨(長興馬氏)의 득관 시조(得貫 始祖) 마려(馬黎)는 백제 개국공신이다. 《삼국사기(三國史記)》 제23권 백제본기에 따르면 기원전 18년  마려(馬藜), 오간(烏干) 등 10인이 고구려 동명왕(東明王)의 셋째 아들 온조(溫祚)를 인도하여 졸본부여(卒本扶餘)를 피해 남하해서 위례성을 도읍(都邑)으로 백제를 건국하고 온조(溫祚)를 왕(王)으로 받들었다. 온조왕이 개국원훈(開國元勳) 마려(馬黎)에게 좌보(左輔)의 벼슬을 내리고 마사량현(馬斯良縣)을 식읍(食邑)으로 내려 후손이 세거(世居)하여 대대로 이어 받았다.
백제시대 인물로는 성왕 때 나솔(奈率), 대사(大使)를 역임한 마무(馬武), 오경박사 마정안(馬丁安) 등이 있다.
마사량현(馬斯良縣)은 고려 초에 회령(會寧)으로 고쳐 부르다가 인종(仁宗) 때 장흥에 속하게 되어 본관을 장흥으로 하였다.
고려 문종 때 마점중(馬占中)의 장남 마현(馬鉉)이 목천 마씨(木川 馬氏)로 갈라지고, 둘째 마혁인(馬赫仁)은 선조의 관향인 장흥 마씨를 이어갔다.
장흥 마씨(長興馬氏) 기세조 마혁인(馬赫仁)은 가문을 크게 일으킨 인물이다. 1085년(고려 선종) 문과(文科)에 급제하여 벼슬이 특진(特進)에 이르고 판개성윤(判開城尹)을 지냄으로써 가문에 중흥(中興)의 전기(転機)를 마련하여 벼슬이 대대로 이어지게 하였으며 이때부터 가첩이 기록되어 전해오고 있다.
마혁인의 아들 마엽(馬曄)은 고려조에 병부시랑(兵部侍郞)을 역임했고, 마혁인의 손자 마의유(馬義裕)는 고려 의종 때 홍주목사(洪州牧使)로 나가 선정을 베풀었다.
4세손 마희원(馬希援)은 1190년(고려 명종 20년) 문과(文科)에 급제하여 개부의동삼사(開府議同三司 : 종1품) 문하시중평장사(門下侍中平章事)에 이르렀으며, 1224년(고려 고종 11년) 직문하성(直門下省)으로서 몽골 사신 탑고야(嗒古也)를 서경(西京)까지 호송하였다.
마희원의 아들 마중기(馬仲奇)는 1205년(고려 희종 1년) 문과에 장원 급제하여 한림학사 승지(承旨)를 지내고 전리 상서(典理尙書)에 제수(除授)되었으나 최충헌의 도방(都房) 정치에 반대하여 벼슬에 응하지 않다가 최충헌(崔忠獻)이 죽은 후에 사관(仕官)하며 정당문학(政堂文學)을 역임하였다.
마중기의 손자 마지백(馬智伯)은 호부상서, 국자감 제학을 역임했다. 마지백의 증손 마수손(馬壽孫)은 문하시중평장사에 올랐으나 조정 간신들의 질투와 간계를 개탄해 벼슬을 던졌다. 그 뒤 장흥 예양강에 내려와 후학으로 여생을 보냈다.

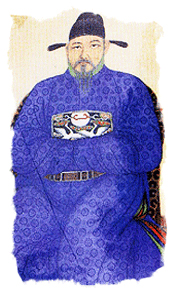
충정공 사당에 있는 마천목 초상

11세손 마천목(馬天牧, 1358년 ~ 1431년)이 1398년(태조 7) 제1차 왕자의 난 때 정안군(靖安君)을 도와 공훈을 세웠고, 1399년(정종 1) 상장군(上將軍)에 승진하였다. 이듬해 제2차 왕자의 난이 발생하자 다시 정안군의 선봉이 되어 크게 공헌하였다. 1401년(태종 1) 익대좌명공신(翊戴佐命功臣) 3등에 녹훈되었고, 회령군(會寧君)에 책봉되어 동지총제(同知摠制)로 승진하였다. 1408년 전라도절제사에 복직되었고, 1414년에 장흥군(長興君)으로 개봉(改封)되었다. 1416년에는 도총제(都摠制)에 개수되었다가 곧 전라도병마도절제사로 파견되고, 1418년 2월에 내시위절제사(內侍衛節制使)가 되었다. 1418년(세종 즉위년) 우금위절제사가 되고, 1420년(세종 2) 정헌대부 병조판서에 임명되었다. 병조판서 때 상소한 성보론(城堡論)에서 조선 초기에 처음으로 북방 6진(鎭)의 설치를 주장하였다. 1423년 판우군도총제부사(判右軍都摠制府事)를 지냈다. 1429년 보국숭록대부(정1품)에 승진하여 장흥부원군(長興府院君)에 봉해졌고, 영돈녕부사겸 영중추부사에 임명되었다. 1431년에 그가 죽자 세종은 3일 동안 조회(朝會)를 정지하고 특별히 예관(禮官)에게 명하여 치제(致祭)하게 하였으며, 영의정에 추증하였다. 시호는 충정(忠靖)이고, 화산서원(禾山書院), 충현사(忠顯祠)에 배향되었다.
마천목(馬天牧)의 아들 4형제가 모두 현달하여 마승(馬勝)의 문간공파(文簡公派), 마전(馬腆)의 조은공파(釣隱公派), 마반(馬胖)의 현감공파(縣監公派), 마춘(馬椿)의 참판공파(參判公派)의 4파를 이루었다. 마천목의 장남 마승(馬勝)은 세종 때 경상도수사와 판안주목사, 이조참판, 경주부윤(慶州府尹) 등을 지내며 청백리(靑白吏)로 유명했고, 1457년 종1품 숭정대부(崇政大夫)로 장흥군(長興君)에 봉해졌다. 시호(諡號)는 충간(忠簡)이다.
조은공파 6세손으로 선공감주부(繕工監主簿)를 역임한 마하수(馬河秀)는 임진왜란 때 명량해전(鳴梁海戰)에서 전사하여 병조참판에 추증되고, 현감공파 6세손 마응방(馬應房)은 진안현감을 지내고 정유재란 때 남원 전투에서 전사하여 이조참판에 추증되었다. 연산군의 패륜에 항거했던 마숭조(馬崇祖)의 5세손 마윤, 마응훈, 마운종, 마창종  5형제는 의병장으로 진주의 남강 전투에서 혁혁한 공훈을 세웠다.
목천 마씨(木川馬氏)의 중시조 마경수(馬坰秀)는 고려 때 평장사(平章事)에 오르고 신정군(新定君)에 봉해졌다. 마경수의 아들 마희원(馬希遠)은 고려조에 목사(牧使)를 지내고 안동 김씨(安東金氏) 김사렴(金士廉)의 딸과 혼인하였다. 마경수(馬坰秀)의 8대손 마희경(馬羲慶)은 성리학자로 존경을 받아 우의정 박세채(朴世采)가 그의 묘갈명을 작성하였다. 마희경의 손자 마사종(馬嗣宗)은 《오륜통의(五倫通義)》, 《사례비요(四禮備要)》를 저술하였고, 마상원(馬尙遠)은 1606년(선조 39) 진사(進士)시에 급제하였으며, 증손자 마현겸(馬玄謙)과 마격(馬格)은 문과(文科)에 급제하여 성균관 전적(典籍)을 지냈다. 마희경의 5세손 마맹하(馬孟河)는 1747년(영조 23) 문과에 급제하여 학유(學諭)를 지냈고, 6세손 마지휘(馬之徽)는 1756년(영조 32년) 문과에 급제하여 성균관 직강(直講)을 지냈으며, 7세손 마사인(馬思仁)은 1780년(정조 4년) 문과에 급제하여 예조좌랑(禮曹佐郞)을 역임했다. 마희경의 9세손 마한량(馬翰良)은 1836년(헌종 2년) 문과에 급제하여 사헌부 장령(掌令)에 이르렀다.
현대 인물로는 수필가 마해송, 의사 겸 시인 마종기, 국회의원 마달천, 소설가 마광수, 녹십자 창업자 마웅호, 전 삼성엔지니어링 사장 마경석, 외교관 마영삼, 배구 선수 마낙길, 야구 선수 마해영, 마정길, 마일영 등이 있다.

### 중국
마(馬, Ma) 성은 중국 성씨 인구 13위이다.
역사 인물로는 후한의 정치가 마원(馬援), 마등, 촉한의 장군 마초, 마대, 마량, 마속 등이 있고, 명나라 제독 마삼보(정화)는 항해가로 유명하다. 제12·13대 중화민국 총통이 마잉주(馬英九)다.

## 삼 마 麻
마(麻)씨는 2015년 대한민국 통계청의 인구조사에서 247명으로 조사되었다.
상곡 마씨(上谷 麻氏)는 회회국왕 마립(麻立)의 원손으로 포정사(布政使) 마록(麻祿)의 아들인 마귀(痲貴)가 명나라에서 대장군, 병부상서 등을 지내고, 1597년 정유재란 때 명나라 제독으로 원병을 이끌고 조선에서 공훈을 세웠다. 마귀(痲貴)는 손자 마암(麻巖)과 함께 조선에 원군으로 와서 왜군을 무찌르고 1599년(선조 32) 3월에 귀국했다. 그 뒤 명나라가 청나라에 망하자 증손인 마순상(麻舜裳)이 조선에 귀화했다. 2015년 인구는 232명이다.

### 인물
- 마로(麻盧) : 고구려 대무신왕(大武神王) 4년(21년) 부여(夫餘)를 칠 때 길을 인도한 장수[12]
- 마로(麻鹵) : 백제 성왕 때 좌평(佐平) 벼슬을 지낸 귀족
- 마전련(麻田連) : 일본에서 활약한 백제 계열 씨족의 시조
- 마난(麻煖) : 고려 개국공신
- 마귀(麻貴) : 정유재란 때 조선에 파견된 명(明)나라 제독.

## 같이 보기
- 馬姓
- 麻姓